# Чорноморнафтогаз
"Державне акціонерне товариство «Чорноморнафтогаз» — акціонерне товариство; найбільша українська компанія з розвідки і видобутку нафти та газу на українському шельфі Чорного і Азовського морів. Зареєстрована 21 серпня 1998. 100 % акцій належить державній компанії НАК «Нафтогаз України».

## Юридична адреса
До 2014 року — Сімферополь, пр. Кірова / пров. Совнаркомівський, 52/1
Після 2014 року — Київ, вул. Богдана Хмельницького, 26, офіс 505

## Історія
1978 року для прискорення проведення робіт з освоєння ресурсів нафти і газу на континентальному шельфі Кримське газопромислове управління в м. Сімферополі Всесоюзного промислового об'єднання «Укргазпром» реорганізоване у промислове об'єднання «Чорноморнафтогазпром». Тоді ж «Чорноморнафтогазпрому» підпорядковано госпрозрахунковий ремонтно-будівельну ділянку в м. Сімферополі будівельно-монтажного тресту «Укгазпромстрой» Всесоюзного об'єднання «Укргазпром». Таким чином об'єднання «Чорноморнафтогазпром» об'єднало кримські організації та підприємства нафтогазового комплексу. 
1988 року Промислове об'єднання «Чорноморнафтогазпром» перейменоване у виробниче об'єднання «Чорноморнафтогаз»,. У 1992 році об'єднання«Чорноморнафтогаз» було перейменоване у Державне виробниче підприємство по видобутку, сховищу і транспортуванню нафти і газу «Чорноморнафтогаз». В 1993 завершилося підпорядкування «Чорноморнафтогазу» Державному комітету нафти і газу.
В 1998 році на базі Державного виробничого підприємства по видобутку, сховищу і транспортуванню нафти створено Державне акціонерне товариство «Чорноморнафтогаз» шляхом перетворення.
У 2022 році Верховна Рада України заборонила порушувати справи про банкрутство Державного акціонерного товариства «Чорноморнафтогаз» до 31 грудня 2025.

## Керівники
Протягом багатьох років роботи Державне акціонерне товариство «Чорноморнафтогаз» очолювали:
- Перший Генеральний директор - Васильченко І.М 1978-1982,
- Петросян М.С. 1982-1996;
- Вовк В.С. 1986-1987;
- Максимів Є.В. 1987-1995;
- Ільницький М.К. 1995-2001;
- Франчук І.А. (президент/голова правління) 2001-2006,
- Ясюк В.М. (генеральний директор) 2001-2006;
- Присяжнюк А.Й. 2006-2009;
- Ясюк В.М. 2009-2013;
- Головін С.М. 2013-2014;
- Нєжнова С.В. (голова правління) 2014-2018,
- Нєжнова С.В. (генеральний директор) з 2018.[5]

## Статистика

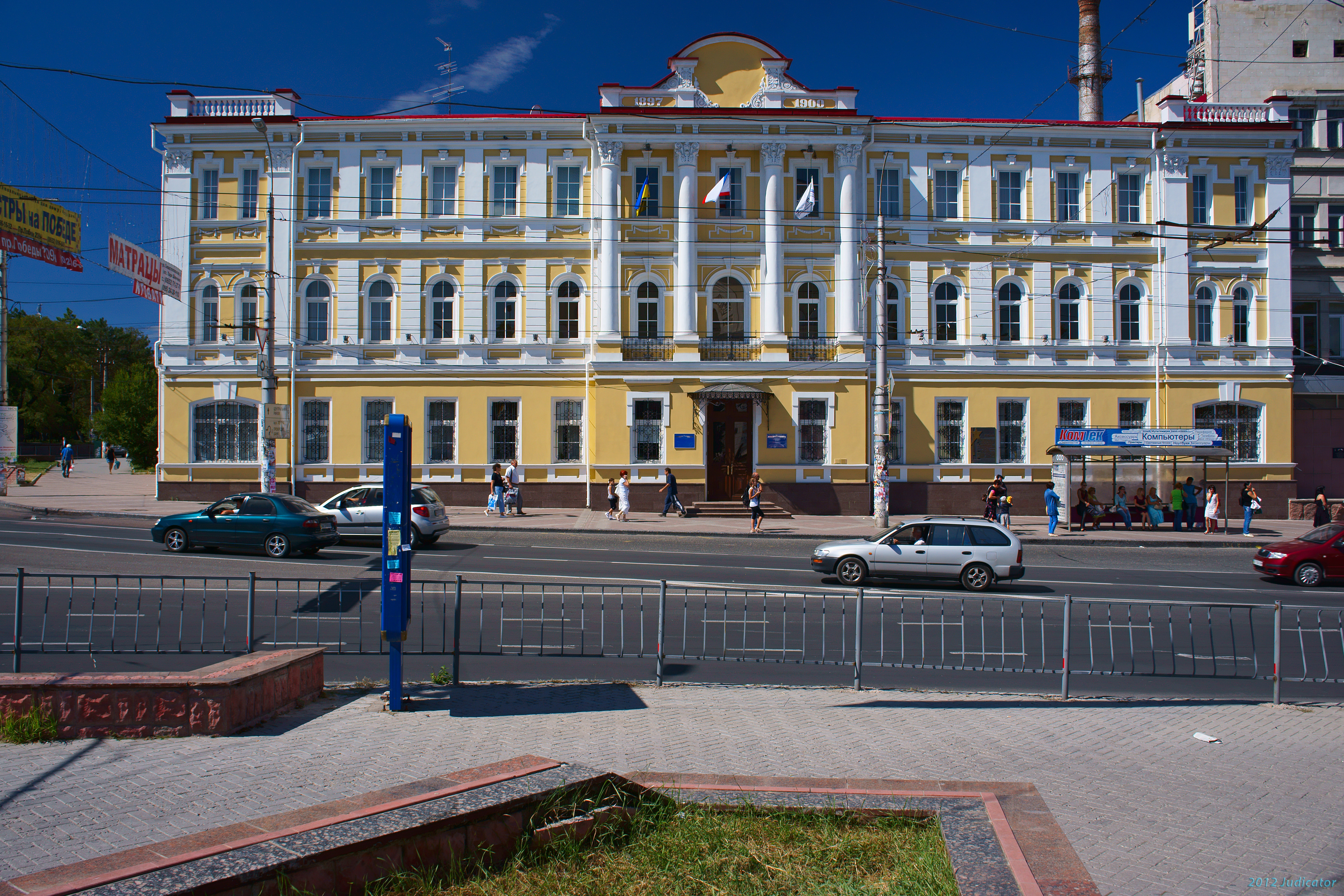
Будівля казенної палати, 1897—1900, Сімферополь. До 2014 року головний офіс компанії «Чорноморнафтогаз»

Експлуатує 6 газових і одне нафтове родовище. Видобуває близько 4,3 % газу в Україні.
2001 — збільшила видобуток газу на 2,9 % порівняно з 2000 р. (до 0,79 млрд м3).
До 2010 р."Чорноморнафтогаз" планує збільшити видобуток газу до 4,5 млрд м³/рік. Для цього необхідно освоїти родовища на глибоководній частині шельфу. Обсяг вкладень тільки на одне родовище на глибоководному шельфі оцінюється до $1 млрд. Вартість тільки розвідувальних робіт становить $100 млн..
Станом на 2016 р. Росія незаконно добуває в Чорному морі 2 млрд м. куб газу на рік.
22 листопада 2018 Верховна Рада України ухвалила законопроєкт № 8338 про відновлення діяльності державного акціонерного товариства «Чорноморнафтогаз». Так, на період тимчасової окупації Росією Криму «Чорноморнафтогаз» відкриває поточний рахунок для розрахунків по виробничій, інвестиційній діяльності та захисту майнових прав, а також для погашення боргів за угодами, укладеними до початку російської окупації.

## Скандали
14 листопада 2012 року «Чорноморнафтогаз» придбав у «Індекстрейд Україна» запчастини для дизельних двигунів по цінам, які 20-160 разів дорожче від ринку. Зокрема, ключі торцеві 24 мм 200-3901578-Б2 придбано по 1 485,00 грн., тоді як вони коштують 62,08 грн. за штуку.
16 листопада 2012 року за результатами тендерів підприємство уклало низку угод з ТОВ «Індекстрейд Україна» на придбання товарів та послуг на загальну суму 15,06 млн грн. Окремі види устаткування придбано по цінам, які значно перевищують ринкові. Зокрема, труборізку «Grainger 4CW54» з параметрами 1/8 to 1 in. od придбано за 11 455 грн. в той час як за відкритими джерелами така модель коштує близько 260 грн., що в 44 рази дешевше від тендерної ціни «ЧНФ».

## Російсько-українська війна

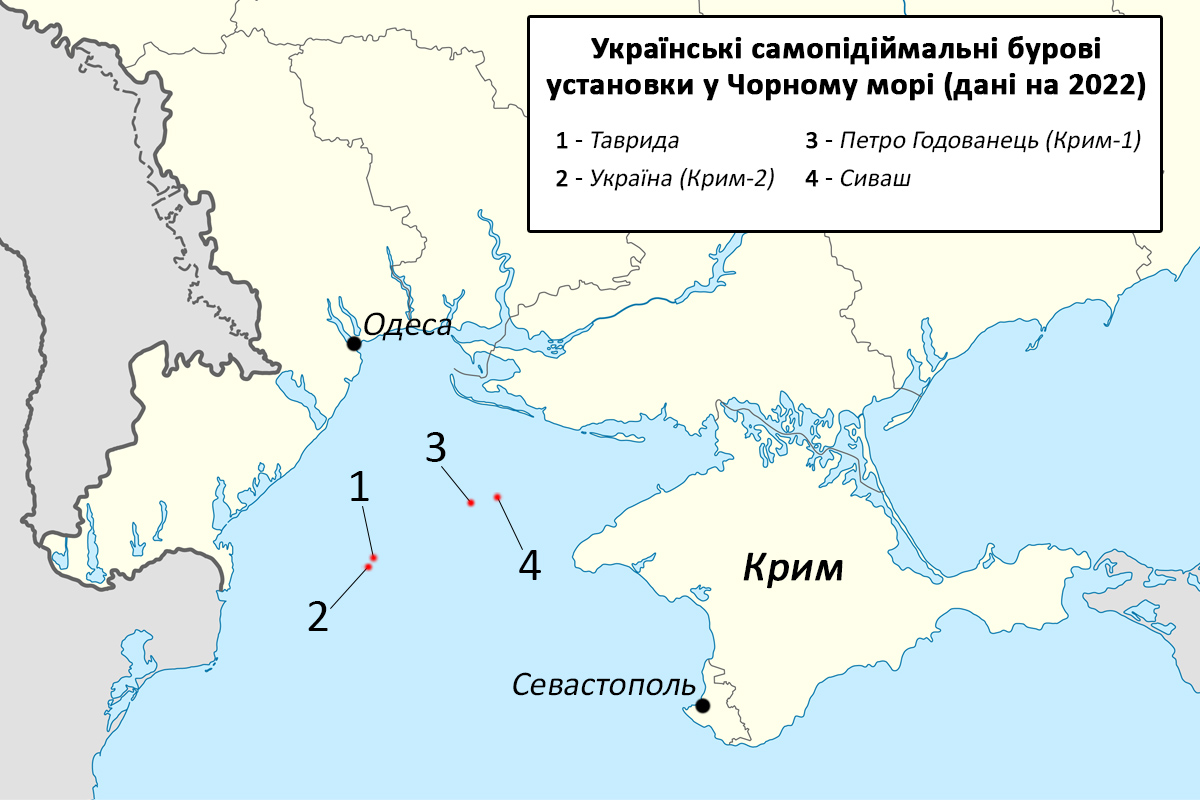
Українські газовидобувні платформи у Чорному морі (станом на середину 2022)

У 2014 році, після початку анексії Росією Криму, дві плавучі бурові установки «Петро Годованець» і «Україна», що належали «Чорноморнафтогазу», були захоплені Збройними силами РФ і відбуксировані до узбережжя Криму.
20 червня 2022 року російська окупаційна адміністрація заявила, що начебто обидві вишки зазнали ракетного удару з боку України. Окупаційна адміністрація провела евакуаційну операцію, начебто на вишках на той час перебувало 12 чоловік, 5 було евакуйовано.
Завдяки інструменту з відстеження лісових пожеж NASA Worldview вдалось підтвердити пожежу на платформі, що розташована на північ від платформ «Крим 1» і «Таврида» (або ж навіть на самій «Тавриді» за координатам 45°22′39″ пн. ш. 30°55′40″ сх. д. / 45.37750° пн. ш. 30.92778° сх. д.).
Окрім свого безпосереднього призначення, Росія використовувала захоплені бурові платформи як радіолокаційні та радіотехнічні пости спостереження. Крім того, сама бурова платформа є доволі якісною базою для диверсійно-розвідувальних груп та дає можливість розташовувати зенітні ракетні комплекси.
За словами міністра оборони України Олексія Резнікова, встановлені на платформах комплекси радіоелектронної боротьби служили для росіян прикриттям їх надводних кораблів від системи наведення українських берегових ракетних комплексів «Нептун».
Також ці платформи могли служити проміжним пунктом дозаправлення транспортних вертольотів, оскільки дальність польоту завантаженого Ми-8 складає близько 500 км. А довжина маршруту від авіабази у Саках до окупованого Зміїного та назад — 530 км.
27 червня 2022 року російська пропаганда повідомила про повторний удар по платформах «Чорноморнафтогазу». За її твердженням, було завдано удар по самопідйомній плавучій буровій установці «Таврида» вночі з 25 на 26 червня. Боєприпас влучив у вертолітний майданчик, залишивши отвір від вибуху діаметром майже 5 метрів.
В оперативному командуванні «Південь» повідомили, що в районі Одеського газоконденсатного родовища зафіксовано активність пошуково-рятувальних суден російських окупантів. У командуванні зазначили, що це може бути евакуація персоналу «внаслідок надзвичайної ситуації на одній з платформ».
Також українські військові повідомили, що на острові Зміїному продовжувались активні дії військової операції із залученням різнорідних сил та видів озброєння.
Вже після звільнення острова оперативне командування «Південь» поширило відео про військову операцію тривалістю близько двох місяців з деокупації острова. Зокрема, там були показані кадри пуску крилатих ракет «Нептун» та влучення у бурові платформи (хоча з відео влучань неможливо точно встановити, що платформи були уражені саме «Нептуном» а не «Гарпуном»). Пожежа на «Тавриді» тривала і через три тижні.
11 вересня 2023 року Головне управління розвідки заявило про повернення контролю над буровими платформами «Петро Годованець», «Сиваш» «Таврида» та «Україна», оприлюднивши на підтвердження відео спецоперації.

## Міжнародні суди
За інформацією Державного акціонерного товариства «Чорноморнафтогаз», товариство та його посадові особи є учасниками 3-х міжнародних судів проти РФ:

### У Постійному арбітражному суді
Інвестиційний спір на підставі Угоди між Кабінетом Міністрів України і Урядом Російської Федерації про заохочення та взаємний захист інвестицій, який веде НАК «Нафтогаз України».
В лютому 2016 року НАК «Нафтогаз України» в інтересах 7 компаній Групи Нафтогаз подано позов (повідомлення про інвестиційний спір) до Російської Федерації.
Розмір збитків сформований за результатами комплексної оціночної експертизи, проведеної провідним світовим консультантом у нафтогазовій галузі та становить 5,2 млрд дол. США, в тому числі збитки Державного акціонерного товариства «Чорноморнафтогаз» — 3,3 млрд.дол. США.
Розгляд справи здійснює Постійний арбітражний суд відповідно до Арбітражного регламенту ЮНСІТРАЛ від 1976 р.
На першій стадії підлягають розгляду та вирішенню питання юрисдикції трибунала та відповідальності РФ; на другій стадії арбітражного розгляду підлягає розгляду питання збитків.
27 лютого 2019 року Постійна палата третейського суду в Гаазі визнала, що Росія порушила угоду про захист інвестицій, експропріювавши активи НАК «Нафтогаз України» та її дочірніх підприємств в Криму. В липні поточного року РФ подала заяву про намір взяти участь у процесі, зокрема для перегляду рішення по юрисдикції. 31 липня 2019 року НАК «Нафтогаз України» подав в трибунал позов про компенсацію збитків за втрату активів в Криму.
12.04.2023 року Арбітражний трибунал при Постійній палаті Третейського суду в Гаазі зобов'язав Росію сплатити компаніям Групи Нафтогаз компенсацію у розмірі близько 5 млрд доларів США за збитки, завдані захопленням активів в АР Крим у 2014 році, із яких 2 883,98 млн доларів США підлягають сплаті ДАТ «Чорноморнафтогаз».
У жовтні 2024 року Окружний суд міста Гельсінкі задовольнив клопотання Групи Нафтогаз і наклав арешт на окремі активи, що належать Росії на території Фінляндії.
Це перший публічно відомий арешт активів поза межами України на виконання арбітражного рішення у справах за позовами українських компаній до Росії щодо експропріації майна в окупованому Криму.
У грудні 2024 року Верховний суд Нідерландів остаточно підтвердив законність рішення Гаазького арбітражу відмовивши у задоволенні касаційної скарги Росії.

### У Постійній палаті третейського суду в м. Гаага
Арбітраж щодо порушення Конвенції ООН з морського права 1982 року. Зазначений суд ініційовано Міністерством закордонних справ України.
За допомогою цього арбітражу Україна намагається припинити порушення Російською Федерацією положень Конвенції, а також захистити свої права у Чорному морі, Азовському морі та Керченській протоці, включаючи права України на природні ресурси континентального шельфу Криму. Вимоги базуються, зокрема, на порушеннях щодо видобутку газу на родовищах розташованих на шельфі Чорного моря, спеціальними дозволами на які володіє Державне акціонерне товариство «Чорноморнафтогаз», та незаконному захопленні і використанні його майна та інфраструктури.
19 лютого 2018 року Україна подала свій Меморандум до Трибуналу, який доводить, що Росія порушила суверенні права України в Чорному та Азовському морях та у Керченській протоці. Український Меморандум продемонстрував, що з 2014 року Росія незаконно відсторонила Україну від реалізації своїх прав прибережної держави, використовувала та продовжує використовувати суверенні ресурси України для своїх власних цілей та узурпувала право України регулювати власні приморські райони. Порушуючи міжнародне право, Росія, серед іншого, викрадає українські енергетичні та рибні ресурси, завдає шкоди українським рибалкам та блокує рух до українських портів.
10-14 червня 2019 року відбулися слухання у Постійній палаті третейського суду в м. Гаага у справі України проти Росії щодо порушення Конвенції ООН з морського права в Чорному та Азовському морях і в Керченській протоці.
Рішення Трибуналу підтверджує наявний міжнародний консенсус щодо невизнання незаконної анексії Криму Російською Федерацією і не підтримує вимогу Росії щодо суверенітету. Рішення щодо юрисдикції є прямим запереченням позиції Росії, що її односторонні дії захищені від юридичних оскаржень.
Україна здійснювала підготовку оновленого Меморандуму по суті справи для належного представлення справи по суті та відповідно до визначеного процесуального графіку 20.05.2021 року його було подано на розгляд Арбітражного Трибуналу. Після вивчення письмових подань сторін Трибунал проведе слухання по суті справи.

### В Європейському суді з прав людини
Міністерством юстиції України 13 березня 2014 року подана до Європейського суду з прав людини (ЄСПЛ) заява України проти Росії щодо визнання незаконною окупації Криму, компенсації збитків, завданих цією окупацією, фіксації порушення конституційних прав громадян, які були в ході окупації і в подальшій діяльності так званої окупаційної влади.
20.11.2014 року було направлено доповнення до заяви, до якої додано перелік з майже 4000 суб'єктів господарювання, майно яких знаходиться на тимчасово окупованій території та було «націоналізовано» самопроголошеними органами влади АР Крим, або діяльність яких контролюється органами влади Російської Федерації, до якого увійшло і Державне акціонерне товариство «Чорноморнафтогаз». Товариство надало до Міністерства юстиції України доказову базу для цього процесу. 11 вересня 2019 року Велика палата Європейського суду з прав людини у Страсбурзі провела слухання у справі «Україна проти Росії (Крим)».
11.01.2021року ЄСПЛ ухвалив перше рішення у справі «Україна проти Росії» (щодо Криму), визнавши прийнятною скаргу України на порушення прав людини у окупованому Криму. Справа перейшла на наступну стадію, суд повинен розглянути заяву (скаргу) України по суті та прийняти відповідне рішення.